# Akio Watanabe
Akio Watanabe (渡辺明夫, Watanabe Akio) est un animateur, character designer et réalisateur d'animations japonais né le 13 juillet 1969. Il vit actuellement à Tokyo au Japon. Il utilise souvent le pseudonyme « Poyoyon Rock ». Il est également membre du cercle de dōjinshi « Pokopii ».

## Travaux
(octobre 2017).

### Sous le nom Akio Watanabe

#### Anime
- Kiki's Delivery Service (Animation intermédiaire)
- Starship Girl Yamamoto Yohko (Character design)
- The SoulTaker (Character design)
- Nurse Witch Komugi (Character design)
- Magical Canan (Character design)
- Hoshizora Kiseki (Réalisateur, script, character design, storyboard, direction d'animation, color design)
- Bakemonogatari (Chef d'animation, character design)[3]
- Nisemonogatari (Chef d'animation, character design)
- Nekomonogatari Black (Chef d'animation, character design)
- Monogatari: Seconde saison (Chef d'animation, character design)
- Hanamonogatari (Character Design)
- Tsukimonogatari (Chef d'animation, character design)
- Que sa volonté soit faite  (Character design)
- Pretty Rhythm: Aurora Dream (Character design original)
- Etotama (Character design original)

#### Jeux vidéo
- Zutto Issho (Chef d'animation, character design)
- L no Kisetsu
- Missing Blue
- Le Fruit de la Grisaia (Character design)

### Sous le pseudonyme Poyoyon Rock

#### Anime
- Makai Tenshi Djibril (Opening du deuxième épisode 2)
- Netrun-mon
- Popotan (Character design)

#### Jeux vidéo
- Let's Fish! Hooked On
- Court no Naka no Tenshitachi
- Popotan
- To Heart 2 (Opening)
- Queen's Blade: Spiral Chaos (Character design pour certains personnages)
- Queen's Gate: Spiral Chaos (Character design pour certains personnages)
- Akiba's Trip: Undead & Undressed (Character design)

### Jeux de carte à collectionner
- Aquarian Age

#### Autres
- Affiche de campagne de prévention de la préfecture de Saitama contre l'O157
- Moe Loan Ron-tan (Livedoor Credit)
- Akiba Kei SNS "Filn" Les personnages mascosttes Fil et Fal